# Estadio Multiusos de San Lázaro
Stadionul Municipal Verónica Boquete de San Lázaro este un stadion multifuncțional situat în cartierul San Lázaro din orașul Santiago de Compostela, în provincia La Coruña, Spania. Din 2018 a fost numit după Verónica Boquete, o jucătoare din Santiago. Până atunci era cunoscut sub numele de Stadionul Multi Luze San Lázaro.
Are o capacitate de 16.666 de spectatori și este în prezent orașul natal al echipei de fotbal SD Compostela. Este, de asemenea, sediul mai multor entități.